# チヴィテッラ・メッセール・ライモンド
チヴィテッラ・メッセール・ライモンド（イタリア語: Civitella Messer Raimondo）は、イタリア共和国アブルッツォ州キエーティ県にある、人口約800人の基礎自治体（コムーネ）。

## 地理

### 位置・広がり

#### 隣接コムーネ
隣接するコムーネは以下の通り。
- カーゾリ
- ファーラ・サン・マルティーノ
- ジェッソパレーナ
- ラーマ・デイ・ペリーニ
- パロンバーロ

## 行政

### 分離集落
チヴィテッラ・メッセール・ライモンドには、以下の分離集落（フラツィオーネ）がある。
- Calazzotto, Colle San Leonardo, Forconi, Gallo, La Fonte, Laruccia, La Selva, Piano Risorgimento, Vicenne